# Anne-Li
"Anne-Li" är en poplåt från 1975 skriven av Lalla Hansson. Den utgavs först som singel 1975 på EMI (4E 006-35208) och medtogs därefter på Hanssons tredje studioalbum Fångat i flykten (1976).
"Anne-Li" spelades in i EMI:s studio i Stockholm och producerades av Bengt Palmers. På låten medverkar Hansson med sång, Roger Palm på trummor, Yannick Monot på munspel och gitarr, Kjell Öhman på piano samt Palmers på elgitarr och elbas. Som B-sida valdes låten "Jag undrar vad hon gör", även den från Fångat i flykten.
Låten har spelats in av Zickos på albumet Det roar väl en del (1976), av Tommy Bergs på albumet Det sägs att du är lycklig (1976) och av Mats Bladhs på albumet Det var så länge se'n (1977). Den finns även medtagen på Hanssons samlingsalbum Första halvlek (1977), Lalla Hanssons bästa (1989) och Fabulous Forty (2006).

## Låtlista
Sida A
1. "Anne-Li" – 3:38 (Lalla Hansson)

Sida B
1. "Jag undrar vad hon gör" – 3:44 (Hansson, Ulf Arvidsson)

## Medverkande
"Anne-Li"
- Lalla Hansson – sång
- Yannick Monot – munspel, gitarr
- Roger Palm – trummor
- Bengt Palmers – elgitarr, elbas
- Kjell Öhman – piano

"Jag undrar vad hon gör"
- Lalla Hansson – sång
- Hasse Johnsson – elbas
- Jan Lindgren – gitarr
- Yannick Monot – gitarr
- Roger Palm – trummor
- Bengt Palmers – gitarr
- Kjell Öhman – vibrafon